# Арга Сала
Арга̀ Сала̀ (на якутски: Арҕаа Салаа) е река в Азиатската част на Русия, Източен Сибир, Красноярски край и Република Якутия (Саха), ляв приток на Оленьок. Дължината ѝ е 503 km, която ѝ отрежда 199-о място по дължина сред реките на Русия.
Река Арга Сала се образува от сливането на двете съставящи я реки Лява Арга Сала (47 km) и Дясна Арга Сала (51 km) в западната част на възвишението Букочан (намира се в източната част на Средносибирското плато), на 285 m н.в., в североизточната част на Евенкския автономен окръг на Красноярски край. Общото направление на течението ѝ е в посока изток-североизток през източната част на Средносибирското плато. В горното течение е типична планинска река с множество прагове (най-голям Дяволски праг, на 138 km от устието) и бързеи, а в долното протича в широка и плитка долина с полегати склонове, като тук руслото ѝ достига до 300-350 m ширина, а скоростта 0,5-0,7 m/s. Влива се отляво в река Оленьок, при нейния 1528 km, на 90 m н.в., на 11 km югозападно от село Оленьок, Република Якутия (Саха).
Водосборният басейн на Арга Сала има площ от 47,7 хил. km2, което представлява 21,78% от водосборния басейн на Оленьок и се простира на части от Република Якутия (Саха) и Евенкския автономен окръг на Красноярски край. Климатът в басейна ѝ е субарктичен, континентален. Годишното количество на валежите е под 350 mm, като половината от него пада във вид на дъжд в периода от юни до август, а от октомври до май преобладават снежните валежи. По цялото си протежение Арга Сала протича през сибирската тайга. Гъстота на речната мрежа е 0,36 km/km2. В басейна ѝ има над 160 малки езера.
Границите на водосборния басейн на реката са следните:
- на север и североизток – водосборния басейн на река Анабар, вливаща се в море Лаптеви;
- на юг – водосборните басейни на малки леви притоци на Оленьок;
- на запад – водосборния басейн на река Хатанга, вливаща се в море Лаптеви.

Река Арга Сала получава над 30 притока с дължина над 15 km, като 3 от тях са с дължина над 100 km:
- 180 → Кукусунда 270 / 14 200
- 118 → Кюенелекян 205 / 6030
- 12 → Кенде (Кенгеде) 241 / 7610

Подхранването на реката е смесено, като преобладава снежното, по-малък е процентът на дъждовното подхранване, а подземното почти липсва поради вечната замръзналост на почвата. Река Арга Сала е типична сибирска река, с пролетно-лятно пълноводие и епизодични летни прииждания. Максимумът е през юни, когато преминава около 50% от годишния отток, като постепенно се понижава до октомври. През зимата често отсъства всякакъв отток поради замръзването на реката до дъно. Среден годишен отток в устието 334 m3/s, което представлява като обем 10,541 km3/год. Арга Сала замръзва през октомври, а се размразява през май.
Река Арга Сала протича през напълно безлюдни райони и по течението ѝ няма никакви постоянни населени места
Реката е богата на риба, поради липсата на замърсители в басейна ѝ.